# Rudolf Schäffer
Rudolf Schäffer (16 dicembre 1917 – ...) è stato un calciatore cecoslovacco, di ruolo attaccante.

## Carriera

### Nazionale
Il 3 aprile 1938 debutta in Nazionale contro la Svizzera (4-0).